# كارسون كوفمان
كارسون كوفمان (بالإنجليزية: Carson Coffman)‏ هو لاعب كرة قدم أمريكية أمريكي، ولد في 29 أبريل 1988 في بيكوليار في الولايات المتحدة.

## روابط خارجية
- كارسون كوفمان على موقع كلية كرة القدم في سبورتس رفرنس.كوم (الإنجليزية)